# Friuli Aquileia Chardonnay spumante
Il Friuli Aquileia Chardonnay spumante è un vino DOC la cui produzione è consentita nella provincia di Udine.

## Caratteristiche organolettiche
- colore: paglierino chiaro-spuma fine, vivace, persistente.
- odore: caratteristico delicato.
- sapore: secco e gradevole.

## Produzione
Provincia, stagione, volume in ettolitri
- nessun dato disponibile